# Heinrich Mesch
Heinrich Mesch (* 3. Januar 1881 in Brake (Unterweser); † 29. Mai 1938 in Lemgo) war ein deutscher Politiker (SPD).

## Leben
Mesch war der Sohn eines Tabakarbeiters. Nach dem Besuch der Volksschule arbeitete Mesch, der evangelischer Konfession war, als Ziegler und Zigarrenarbeiter. Zwischen 1910 und 1933 war er Lagerhalter, zuletzt Verkaufsstellenleiter des Lippischen Konsumvereins in Brake (bei Lemgo). Er war Mitglied der SPD. Nach der Novemberrevolution kandidierte er bei der Landtagswahl in Lippe 1919 auf Platz 9 der SPD-Liste und wurde in den Landtag Lippe gewählt. Diesem gehörte er bis zum Ende der Wahlperiode 1921 an.